# Фотохімічний квантовий вихід
Фотохімічний квантовий вихід (англ. photochemical quantum yield, рос. квантовый выход реакции) — відношення кількості речовини, що зазнала певного фізичного чи хімічного перетворення в результаті фотопоглинання, до кількості речовини, що абсорбувала світло з даною частотою чи діапазоном частот; або відношення швидкості утворення продукту до швидкості абсорбції фотонів; або відношення числа молекул, які взяли участь у фотохімічній реакції, до числа абсорбованих фотонів. 